# 百灵庙暴动
百灵庙暴动是蒙古地方自治政务委员会（简称“蒙政会”）千余官兵和文职人员于1936年2月21日在绥远省达尔罕贝勒旗（今属内蒙古自治区包头市达尔罕茂明安联合旗）百灵庙镇发动的武装暴动。暴动由云继先、朱实夫、云蔚等具体策划，成功地组建了一支反抗蒙政会的队伍，但随即被国民政府收编。1936年该队伍重建后参加了之后的绥远抗战，并屡立战功。

## 背景
辛亥革命后建立的北洋政府和国民政府，对蒙古族人民实行大汉族主义的民族压迫政策，继续开垦蒙荒，设省置县，剥夺蒙旗权益，进行分割统治，引起王公贵族、知识分子的普遍不满，掀起了反对改省，要求自治的运动。
当时的锡林郭勒盟苏尼特右旗郡王德穆楚克栋鲁普常常以成吉思汗第三十世嫡孙自居，提出要复兴蒙古。1919年德王18岁时晋升为旗札萨克亲王，1924年兼任锡盟副盟长。30年代开始，他多方奔走，联络王公和在北平、南京任职的蒙古族人士，发动“高度自治”运动。遭到国民政府的拒绝。而蒋介石采取了较为宽松的怀柔政策，批准成立“蒙古地方自治政务委员会”，管理盟旗事务。
1934年（民国23年）4月，以德王为代表的亲日民族上层在百灵庙成立“蒙古自治政务委员会”，组建了蒙古地方保安队。

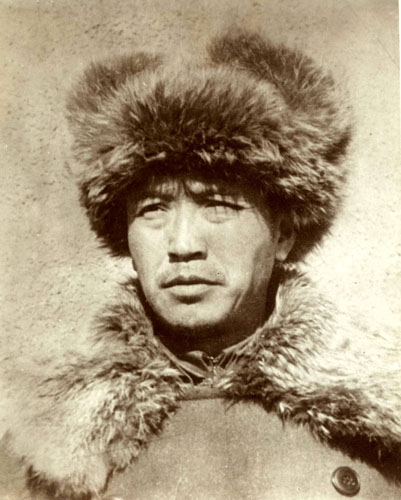
抗日战争时期的乌兰夫

1935年（民国24年）11月，日本关东军邀请德王到长春访问满洲国。期间，关东军司令官南次郎、参谋长西尾寿造、副参谋长板垣征四郎等与德王举行了会谈，商定在内蒙古西部建立一个“蒙古国”。关东军决定资助德王50万日元、步枪5000支。
至1935年秋，保安队员发展到1000余人。其间，蓝衣社为了侦察蒙政会的内情，组织了“内蒙旅行团”，来百灵庙一带活动；国民党政府也多次派员来百灵庙，与德王讨价还价；日本间谍中岛万藏等也时常活动于百灵庙地区。中共西蒙工委派党员云青、赵诚等人，打入保安队，做地下宣传鼓动工作，乌兰夫、奎璧、李森等也曾先后赴百灵庙。绥北重镇百灵庙一时成为各方的必争之地。
1935年冬，乌兰夫专程前往百灵庙与德王洽谈关于抗日的话题，由于分歧太大，双方最后不欢而散。乌兰夫原本准备留在百灵庙继续活动，但由于被蒙政会保安处的帮办宝道新认出，在与德王面见五六天后，乌兰夫只得选择离开。
1936年1月，在国民政府蒙藏委员会任蒙事处长的巴文峻回土默特旗过年，一直保持抗日立场的傅作义请他出面作保安队的策反工作。于是巴文峻将云继先、朱实夫、任秉钧、苏鲁岱约到归绥见面，商谈军事暴动的计划。巴文峻认为，如果德王投日，保安队就会成为日本军队的炮灰，与其变成炮灰，不如加入到抗日的队伍中。随后，巴文峻约他们到省政府与傅作义秘密会见。傅作义指定省政府秘书长曾厚载、三十五军旅长金中和与云继先等商谈暴动事宜，确定暴动后，由三十五军派汽车到后山接应暴动队伍，使用密电进行联络。
1936年（民国25年）2月12日，在日本操纵下，德穆楚克栋鲁普在化德县成立“蒙古军总司令部”，自任总司令，同时设日本顾问部。德王公开投日，引起了蒙古族各阶层的愤恨，在“蒙政会”中也引起动荡。云继先、朱实夫、云蔚、乌兰夫等人也开始制定暴动行动计划。

## 过程
按照计划，保安队将在1936年（民国25年）2月22日23时30分开始进行暴动。2月21日中午，有两辆日军汽车开到百灵庙，车上拉着荷枪实弹的日本兵开向德王府。发现情况不对的云蔚随即与云继先、朱实夫商议，决定提前24小时举行暴动。
当晚23时30分，武装暴动队伍兵分五路出击：第一路袭击德王的乌滂守备队，解除武装威胁；第二路进攻军械库，夺取枪支弹药，并破坏了部分无法带走的火炮等武器；第三路攻打稽查处的看守所，释放被押士兵，击毙蒙政会稽查处主任李凤诚；第四路捣毁电台，切断与德王的通讯联络；第五路抄袭会计科，打开银柜，将银柜当中的钱财全部码放在地上，并焚烧账目。在暴动部队前往军械库夺取枪支弹药的时候，由于枪支走火，惊醒了当时还处于睡梦当中的德王守备队士兵，引起守备士兵抵抗，后起义部队合兵打下军械库。云继先和朱实夫跑到了百灵庙的南卡，准备接应暴动部队，成功说服了那里的一个中队长脱离蒙政会。
22日凌晨2时，暴动队伍完成了各项任务后，在百灵庙南营盘集合，由云、朱等人率领，趁夜色朦胧，在茫茫雪原上向武川方向进发。暴动队伍行至达尔罕旗黑沙图地方，便遭到蒙政会派来的汽车及骑兵的追袭。战斗打得很激烈，因雪大路滑，汽车行驶不便，数小时后，追兵即返回百灵庙。下午2时左右，暴动队伍安全到达距百灵庙50余公里处的岔岔村和二份子村。在岔岔村，暴动部队的文职人员以及云继先被傅作义派汽车接走；而在二份子休整的暴动部队，遇到了赶来的傅作义部驻武川的孙兰峰421团两个加强营，这两个加强营将暴动部队的武器全部带走，并以防止日伪特务等理由，让暴动部队改戴傅作义部队的军帽。暴动部队在这里电召驻乌拉特中旗的保安队第二中队，让他们与主力会合。至此，暴动的全部官兵约有1000余名，暂编为2个大队，6个中队，2个特务队。不久，该部队被拉到大青山南，改编为2个大队，分驻萨拉齐县水涧沟村和归绥县的三两村。之后，由国民党中央给以“蒙古保安总队”的番号，任命云继先为少将总队长，朱实夫为副总队长。并发给月饷1万元，购置马费5千元。
25日，为了赢得傅作义的信任，起义部队在归绥发表起义通电，揭露德王投靠日本的行为，阐明“在激于爱国热忱不背叛国家原则下，举行军事暴动，脱离德王。” 
傅作义是主张抗日的，但他对这支敢于揭竿而起的抗日蒙古队伍也不信任。经绥远省当局示意定调，由云继先领衔，发出“径电”，通告全国。电文措词含混，只说是“出走”，“情非得已”，“谓之避祸可，谓之爱国反正亦无不可”，“无所谓斗争，更无所谓叛变”。

## 后续
1936年9月，暴动部队中的章文锦、云连等煽动哗变（一说为德穆楚克栋鲁普煽动致使），云继先被枪杀，朱实夫、孟纯、陈应权、云蔚、纪寿山被软禁。少数官兵逃散，许多官兵选择离队。
1936年冬，中共西蒙工委建议，重建蒙旗保安总队。西蒙工委决定，乌兰夫、云清、赵诚等人到部队工作。乌兰夫等人到任后，救出了被软禁的原暴动队伍领袖，部队改为由纪松龄担任代理队长。1936 年底，第二次国共合作形成，国民政府军政部任命白海风任总队长，纪松龄、朱实夫分别任第一、二大队长，纪贞甫任政训处长、乌兰夫任政训处科长、孟纯任军需主任。整编后部队又达到900余人。蒙旗保安总队于次年2月完全组建完成，进驻百灵庙。部队主要骨干多是共产党员。不久，马占山将蒙旗保安总队改编为蒙旗独立旅，移防包头附近。
1937年（民国26年）10月，日伪军进犯归绥，国军不战而撤，唯有蒙旗独立旅从驻地固阳县，驰骋而至归绥南郊，在大黑河一带，与日军、伪蒙军激战一昼夜，予敌重创。
1938年（民国27年）5月，该部队扩建为新三师。